# Ribafrecha
Ribafrecha és un municipi de la Rioja, a la regió de la Rioja Mitjana.

## Història
En el testament de la Reina Estefania, vídua del rei Garcia, el de Nájera, dona al seu fill Sanç, amb Viguera, Albelda, Nalda, etc., el poble de Frechuela, que per proximitat als altres, ha de ser l'actual Ribafrecha. En la visita eclesiàstica que el Senyor Funes, Bisbe de Nájera i Calahorra, feia de les esglésies del seu bisbat en 1153 visitant la d'aquest poble i la de Leza de Río Leza, va ser mort per uns dolents clergues, sepultat en el monestir de San Prudencio, on se li venera com sant. En 1478 els veïns de Clavijo i Lagunilla (pertencecientes al Senyoriu de Cameros) van talar el terme de Ribafrecha (dels Gómez Manrique) en represàlia a la destrucció de les fortificacions de Entrena (Cameros) per part dels veïns de Navarrete (Gómez Manrique). Era de l'antic partit de Logronyo i de la província de Burgos i posteriorment de la de Sòria. Va passar a formar part de la província de Logronyo en 1833.